# Willem van de Poll
Willem van de Poll (ur. 13 kwietnia 1895 w Amsterdamie w Holandii, zm. 10 grudnia 1970 tamże) – holenderski fotograf, jeden z najważniejszych fotografów swojego pokolenia.

## Życiorys
Kształcił się w jednej z najlepszych ówczesnych szkół fotograficznych – Graphische Lehr-und Versuchsanstalt w Wiedniu. W 1920 r. jego pierwsze zdjęcia opublikował "Berliner Tageblatt". Zajmował się głównie fotografią prasową, podróżniczą i reklamową, specjalizował się w portretach.
Był fotografem w Philipsie, pracownikiem służby fotograficznej Holenderskich Sił Zbrojnych i fotografem niderlandzkiej rodziny królewskiej.
W latach 30. pracował m.in. dla agencji Associated Press i Black Star, "Berliner Illustrierte Zeitung", "Vogue'a" i "Harper’s Bazar", po wojnie dla holenderskich "De Spiegel" i "De Telegraaf". Opublikował książkę "Nazistowskie piekło" i kilka albumów fotograficznych. Podróżował po Europie, Afryce, Azji, Ameryce Płd. Utrwalał na zdjęciach zmiany zachodzące w Izraelu. 
Archiwum w Hadze posiada blisko 30 tysięcy negatywów Willema van de Polla.
Willem van de Poll po raz pierwszy odwiedził Polskę w maju 1934 r. 
W listopadzie 1934 r. przyjechał na dłuższy, prawie miesięczny pobyt z przygotowaną koncepcją, co chce fotografować – z dużym zamówieniem niemieckich i amerykańskich agencji fotograficznych. Powstałe w 1934 r. zdjęcia nie były publikowane w Polsce, część zamieściła prasa holenderska i niemiecka.
W latach 60. XX w. przeprowadził się do Szwajcarii. Zmarł w 1970 r.

## Wydarzenia
Od 23 stycznia do 6 kwietnia 2014 w „Domu Spotkań z Historią” w Warszawie – wystawa nieznanych i niepublikowanych zdjęć Willema van de Polla z podróży do Polski wykonanych w 1934 roku w Warszawie, Łowiczu, Wilnie i na pograniczu polsko-rosyjskim i polsko-litewskim.
Na prezentowanych na wystawie zdjęciach można zobaczyć czołowe postacie ówczesnej polskiej polityki m.in. prezydenta Ignacego Mościckiego, ministra spraw zagranicznych Józefa Becka oraz kultury m.in. aktorkę Jadwigę Smosarską, tancerkę Lodę Halamę czy śpiewaczkę Ewę Bandrowską-Turską. Fotografował Warszawę – Starówkę i dzielnicę żydowską. Odwiedził też m.in. nowo otwarty port lotniczy na Okęciu, Teatr Wielki, Polskie Radio, Centralny Instytut Wychowania Fizycznego na Bielanach, Pałac w Wilanowie, Belweder, Muzeum Cytadeli Warszawskiej i siedzibę policji, a także Łowicz i Wilno. Większość fotografii wykonywał aparatem Contessa Nettel na szklanych negatywach 9x12 cm.

## Galeria zdjęć

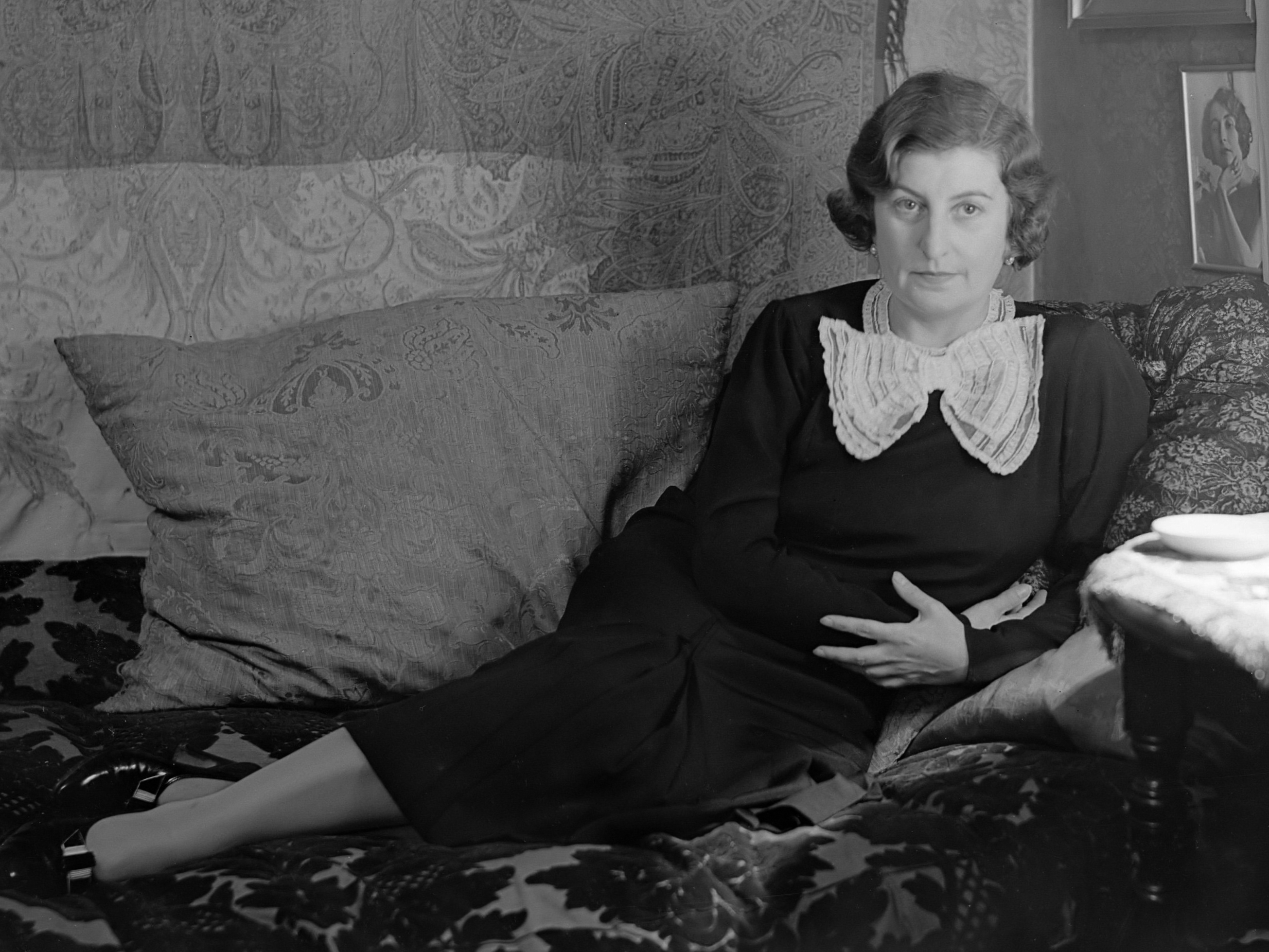
Ewa Bandrowska-Turska (1934)
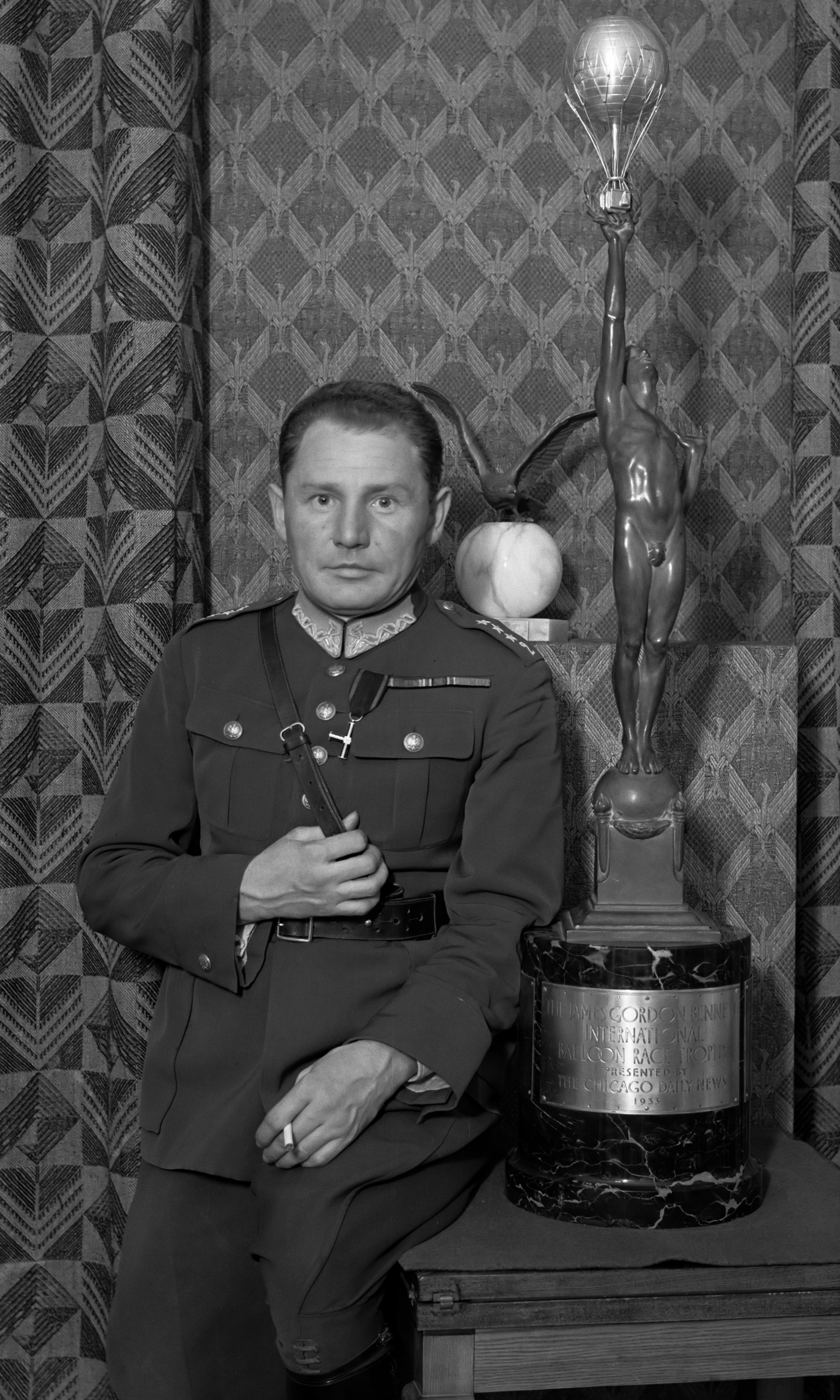
Franciszek Hynek (1934)
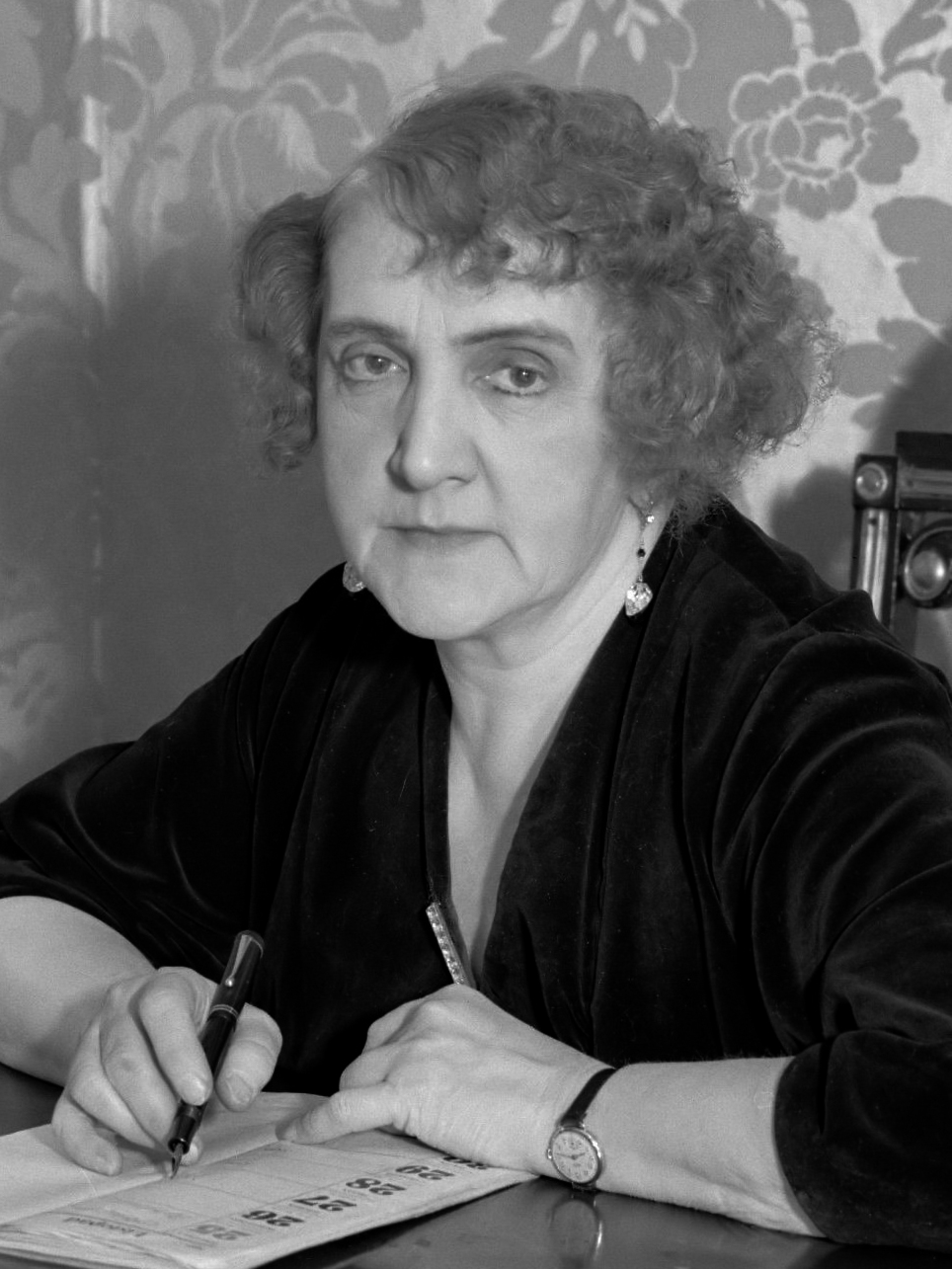
Janina Korolewicz-Waydowa (1934)
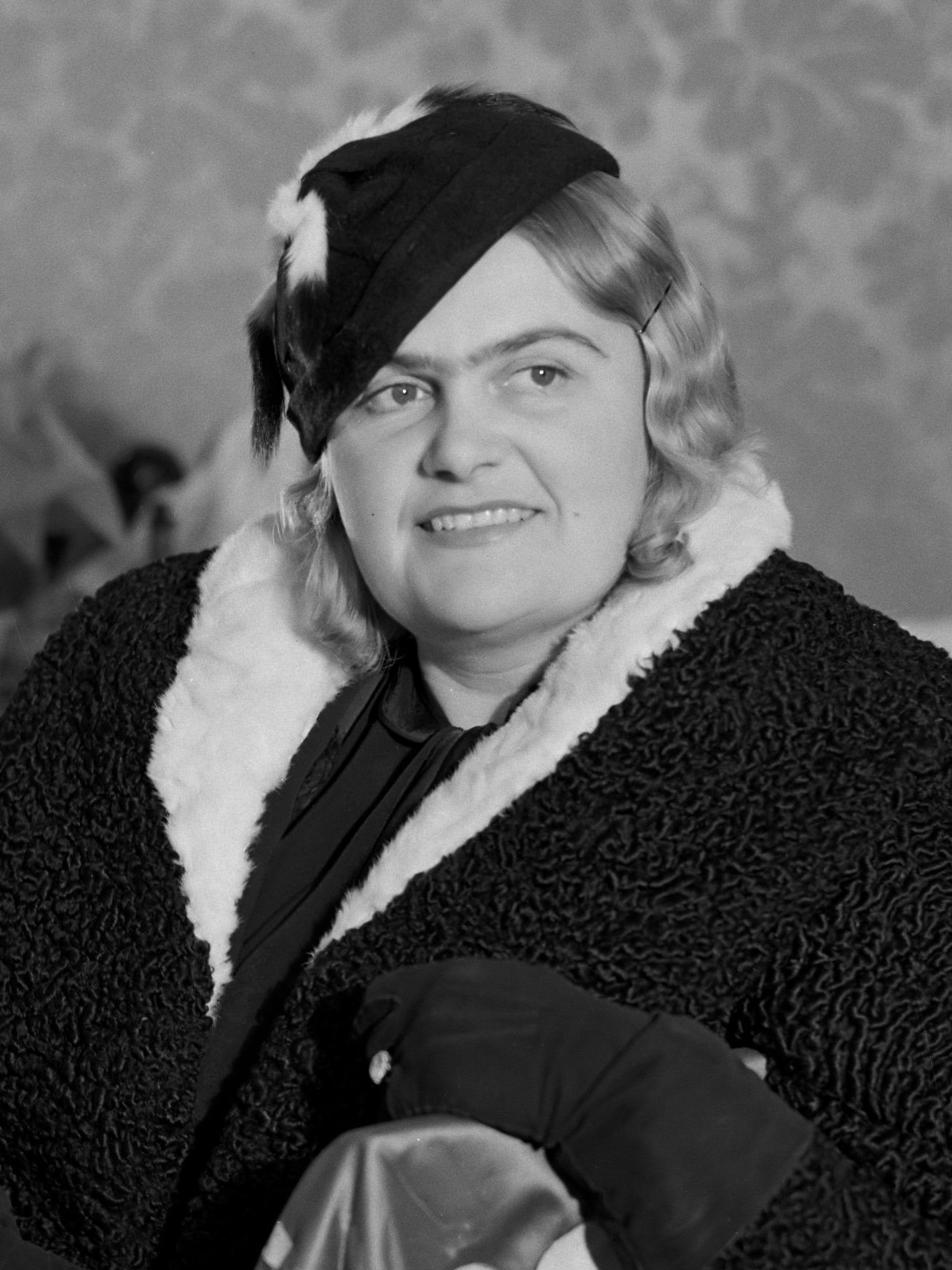
Wanda Wermińska (1934)